# Seznam základních škol v Ústí nad Labem
Toto je seznam základních škol v Ústí nad Labem:
- Základní škola a Mateřská škola Ústí nad Labem, Nová 1432/5, příspěvková organizace
- Základní škola a Mateřská škola Ústí nad Labem, SNP 2304/6, příspěvková organizace
- Základní škola a Základní umělecká škola Ústí nad Labem, Husova 349/19, příspěvková organizace
- Základní škola praktická, Ústí nad Labem, Karla IV. 34, příspěvková organizace
- Základní škola praktická, Ústí nad Labem, Studentská 297, příspěvková organizace
- Základní škola speciální a Mateřská škola, Ústí nad Labem, Pod Parkem 2788, příspěvková organizace
- Základní škola Ústí nad Labem, Anežky České 702/17, příspěvková organizace
- Základní škola Ústí nad Labem, České mládeže 230/2, příspěvková organizace
- Základní škola Ústí nad Labem, E. Krásnohorské 3084/8, příspěvková organizace
- Základní škola Ústí nad Labem, Hlavní 193, příspšvková organizace
- Základní škola Ústí nad Labem, Hluboká 150, příspěvková organizace
- Základní škola Ústí nad Labem, Karla IV. 1024/19, příspěvková organizace
- Základní škola Ústí nad Labem, Mírová 2734/4, příspěvková organizace
- Základní škola Ústí nad Labem, Neštěmická 787/38, příspěvková organizace
- Základní škola Ústí nad Labem, Palachova 400/37, příspěvková organizace
- Základní škola Ústí nad Labem, Pod Vodojemem 323/3A, příspěvková organizace
- Základní škola Ústí nad Labem, Rabasova 3282/3, příspěvková organizace
- Základní škola Ústí nad Labem, Stříbrnická 3031/4, příspěvková organizace
- Základní škola Ústí nad Labem, Školní náměstí 100/5, příspěvková organizace
- Základní škola Ústí nad Labem, Vinařská 1016/6, příspěvková organizace
- Základní škola Ústí nad Labem, Vojnovičova 620/5, příspěvková organizace
- Základní škola a Mateřská škola Ústí nad Labem, Jitřní 277, příspěvková organizace